# Новопоселенная Орловка
Новопоселенная Орловка — опустевшая деревня в Куркинском районе Тульской области в составе Михайловского сельского поселения.

## География
Находится в юго-восточной части Тульской области на расстоянии приблизительно 9 км на север по прямой от поселка Куркино, административного центра района.

## История
В 1926 году здесь было учтено 79 дворов, в конце 1930-х годов — 63. По состоянию на 2020 год опустела.

## Население
Постоянное население составляло 401 человек (1926 год), 0 как в 2002 году, так и в 2010.